# 埃利斯·费雷拉
埃利斯·费雷拉（葡萄牙語：Ellis Ferreira，1970年2月19日—），南非男子网球运动员。他曾获得澳大利亚网球公开赛男子双打冠军、混合双打冠军。他也曾参加1996年夏季奥林匹克运动会。